# Povel Scheel
Povel Scheel, född okänt år, död 1516, var en svensk präst.
Scheel, som härstammade från en finländsk frälseätt, studerade i Paris, där han var baccalaureus 1488–89 samt licentiat och magister 1489–90. Under senare hälften av 1490-talet var han ärkepresbyter vid Åbo domkyrka. Hans bana i kyrkans tjänst var vid denna tid nära att avbrytas, i det han vid avlossandet av en 
"bombard" förlorade ena tummen, varför han, enligt kanonisk lag, var oduglig till kyrkans tjänst. Genom bemedling av biskop Magnus III Stiernkors och kung Hans lyckades han dock erhålla dispens av påven Alexander VI. Därefter blev han ärkediakon och, troligen 1513, domprost i Åbo. 
Mot slutet av sitt liv hotades han av påvestolen med bannlysning, därför att han vägrade avstå från sitt prebende, men avled, 
innan hotelsen trädde i verkställighet. I likhet med andra katolska prelater underhöll Scheel vid utländska universitet studerande landsmän. Tacksägelsebrev till honom från sådana personer är delvis bevarade och kastar ett karakteristiskt ljus över finska förhållanden under medeltiden. I Helsingfors universitetsbibliotek finns en samling brev till honom, av vilka några är tryckta i Edvard Grönblads "Nya källor till Finlands medeltidshistoria".